# کاریز زمان بالا
کاریز زمان بالا یک منطقهٔ مسکونی در افغانستان است که در ولایت بادغیس واقع شده‌است.